# Fan Chung
Fan Rong King Chung Graham, mais conhecida na matemática como Fan Chung (em chinês:  金芳蓉; Kaohsiung, Taiwan, 9 de outubro de 1949) é uma matemática estadunidense, que trabalha com teoria dos grafos.
Foi palestrante convidada do Congresso Internacional de Matemáticos em Zurique (1994: Eigenvalues of Graphs). Em 2009 apresentou a Noether Lecture. É fellow da American Mathematical Society, eleita em 1998 membro da Academia de Artes e Ciências dos Estados Unidos.
Foi casada duas vezes e tem dois filhos. É desde 1983 casada com o matemático Ronald Graham. Assim como seu marido publicou artigos em parceria com Paul Erdős, tendo consequentemente o Número de Erdős 1.

## Obras
- com Ronald Graham: Erdős on Graphs: His Legacy of Unsolved Problems. A. K. Peters, 1998, ISBN 1-56881-079-2.
- Spectral Graph Theory. CBMS Regional Conference Series in Mathematics, Nr. 92, American Mathematical Society, 1997, ISBN 0-8218-0315-8.